# Iglesia fortificada

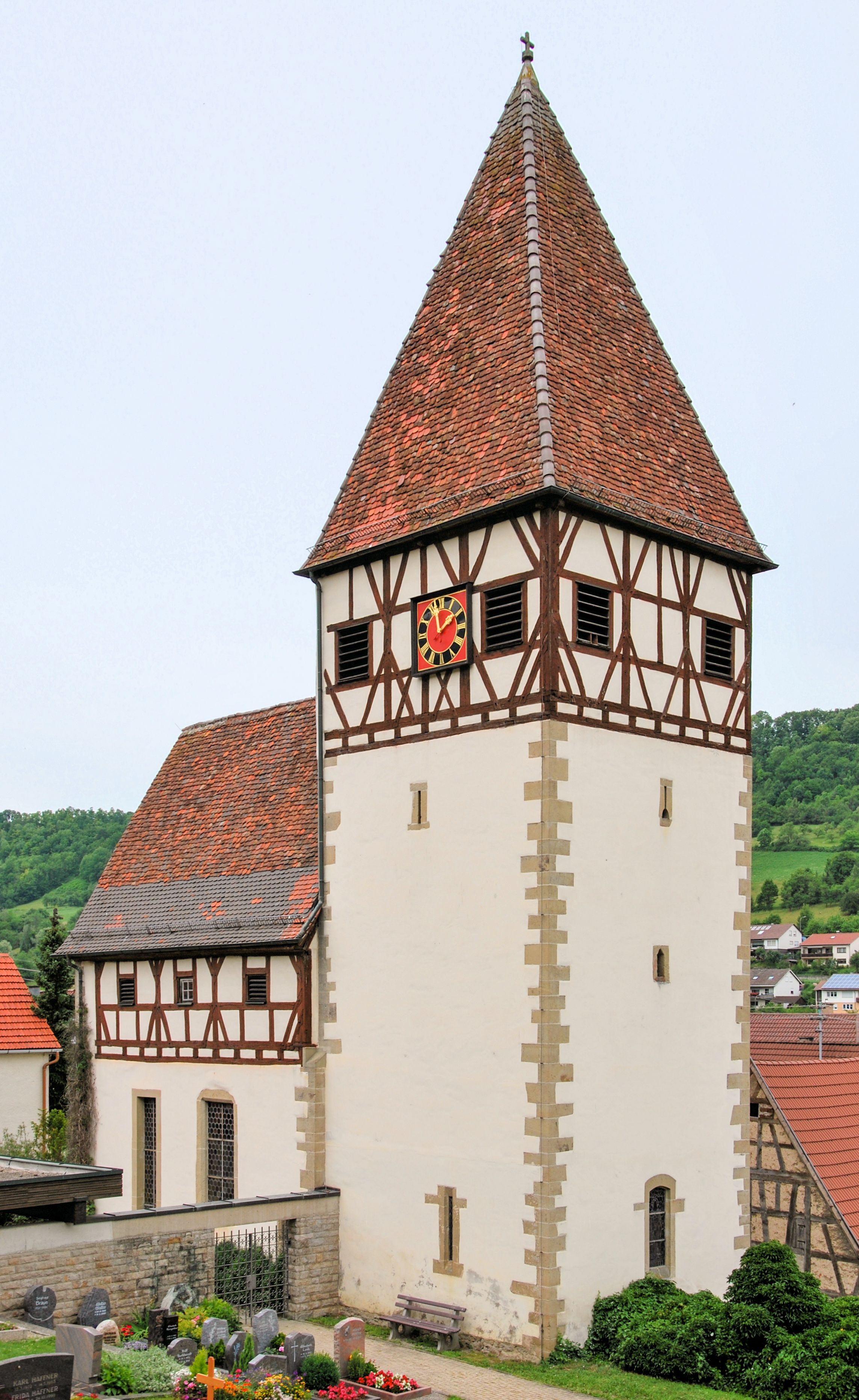
La iglesia fortificada de San Albano y San Wendelin en Morsbach, Alemania.

Una iglesia fortificada es una iglesia construida para desempeñar un papel defensivo en tiempos de conflicto. Estas iglesias fueron diseñados especialmente para incorporar características militares, tales como paredes gruesas, merlones y troneras. Otras, como la Catedral del Salvador de Ávila, se incorporaron en la muralla de la ciudad. Las comunidades monásticas, como la de la Abadía de Lérins, a menudo eran rodeadas por un muro, y algunas iglesias, como la de San Arbogasto en Muttenz, Suiza, tienen una pared exterior también. Las iglesias con defensas externas adicionales, tales como muros cortina y torres, se denominan más específicamente a menudo como iglesias fortaleza o Kirchenburg (literalmente "iglesia castillo").
Una alta concentración de iglesias fortificadas se puede encontrar en algunas partes de Europa donde hubo numerosas guerras cuerpo a cuerpo, por ejemplo en la región de Dordogne de Francia, que fue disputada por Francia e Inglaterra en la época medieval, y en Transilvania , que fue el escenario de invasiones otomanas. También fueron construidas en lugares controlados por los imperios coloniales, como en Filipinas, que sirvió como escenario del sitio de Baler.

## España
En España encontramos numerosos ejemplos de este tipo de iglesias, sobre todo en Aragón, donde las continuas guerras con Castilla obligaron a construir a lo largo de los siglos XIII y XIV, numerosos ejemplos, o bien a remodelar las existentes añadiéndoles elementos defensivos. La más destacable de estas es la iglesia de Santa Tecla de Cervera de la Cañada.

Iglesias fortificadas de España
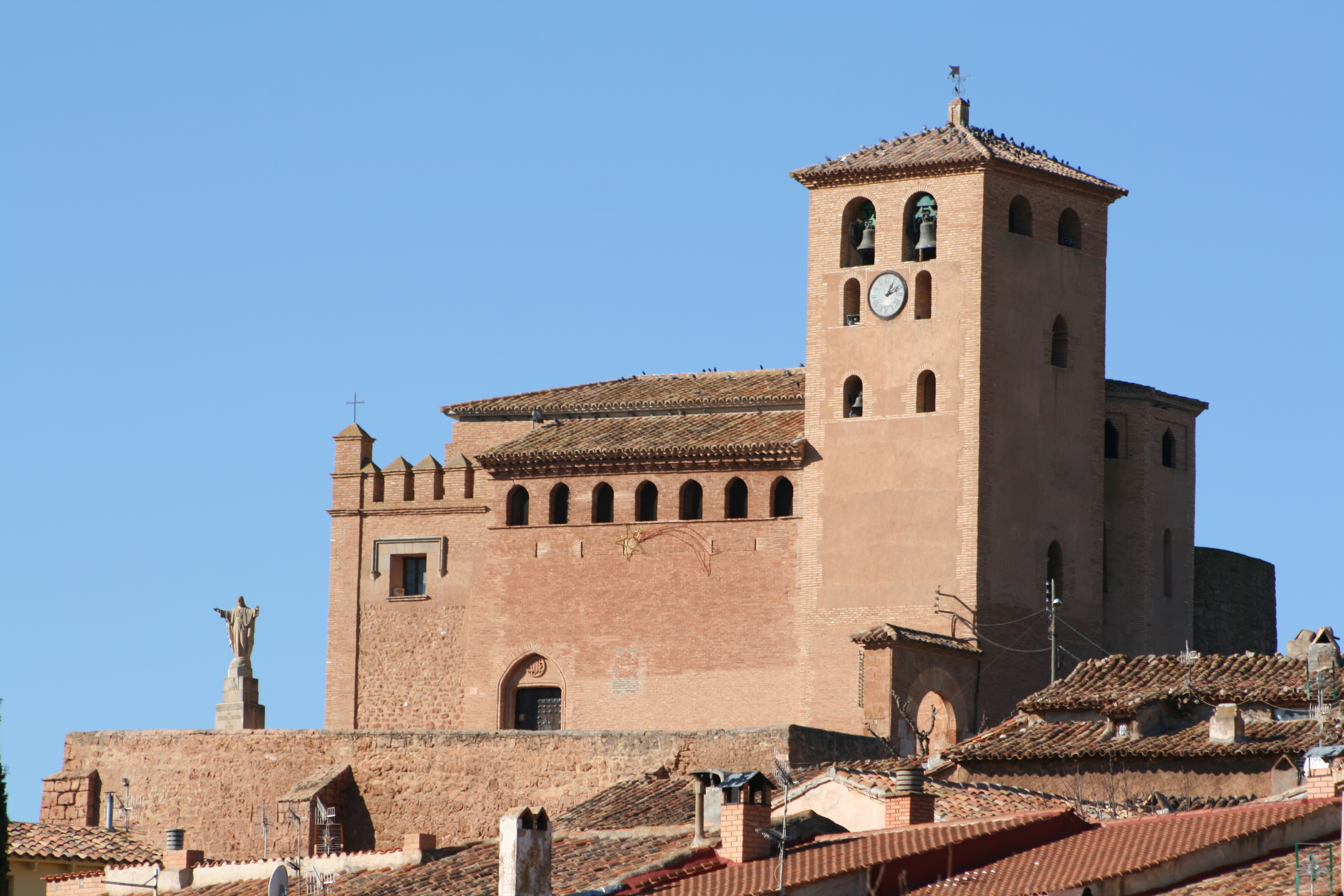
iglesia de Santa Tecla de Cervera de la Cañada.
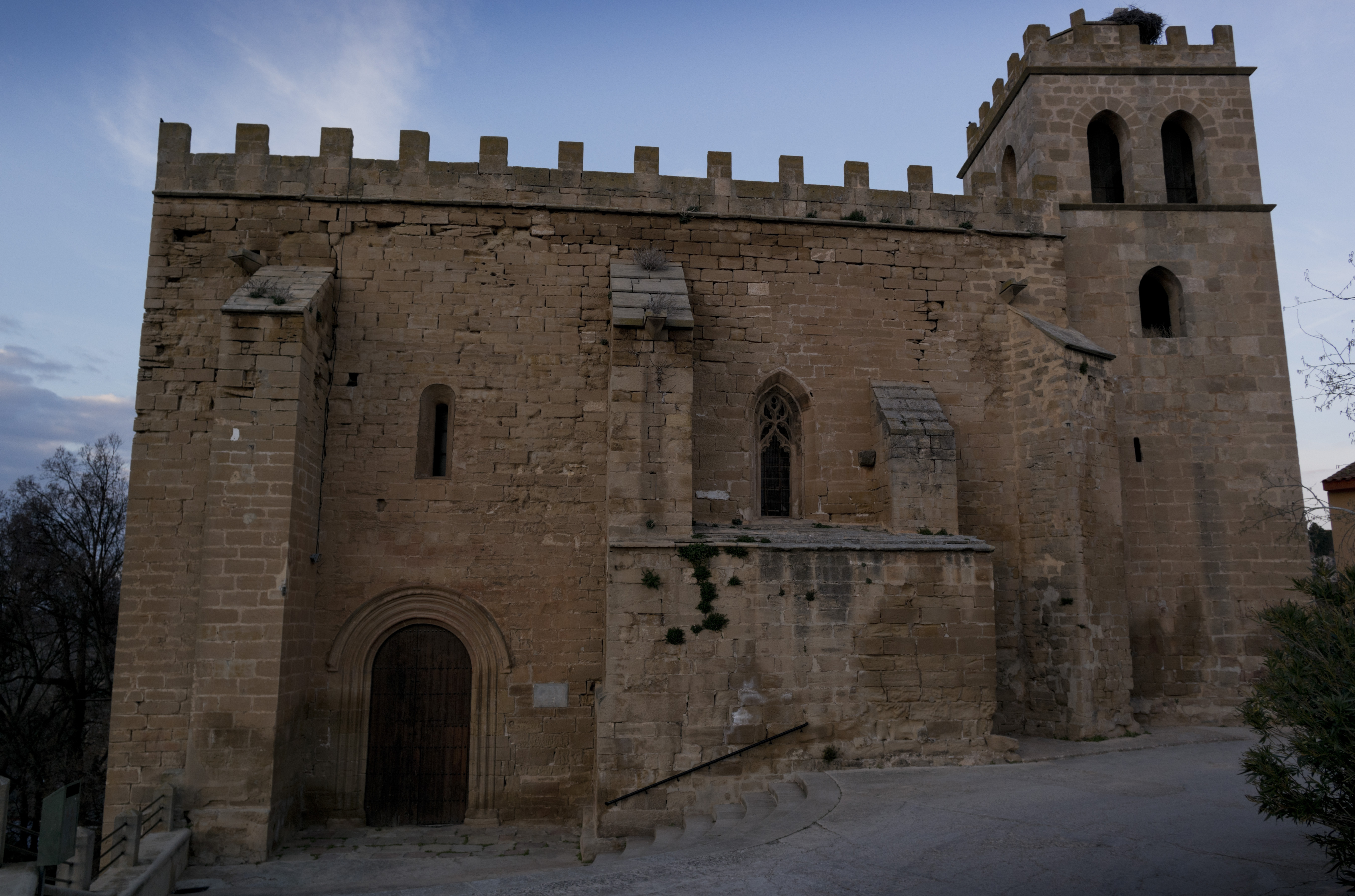
Iglesia de San Juan Bautista (Fabara)
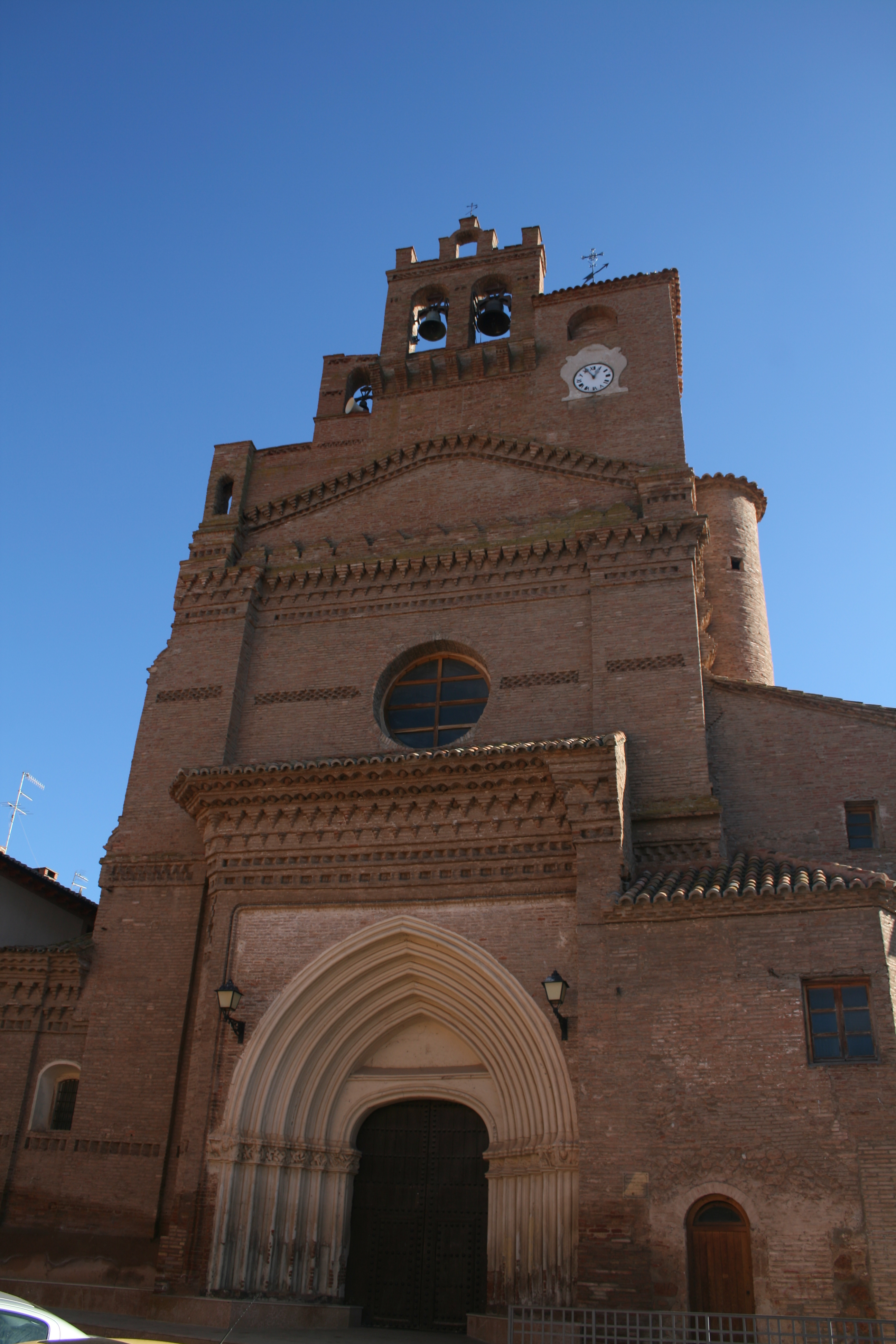
Iglesia de San Pedro Apóstol (Villarroya de la Sierra)
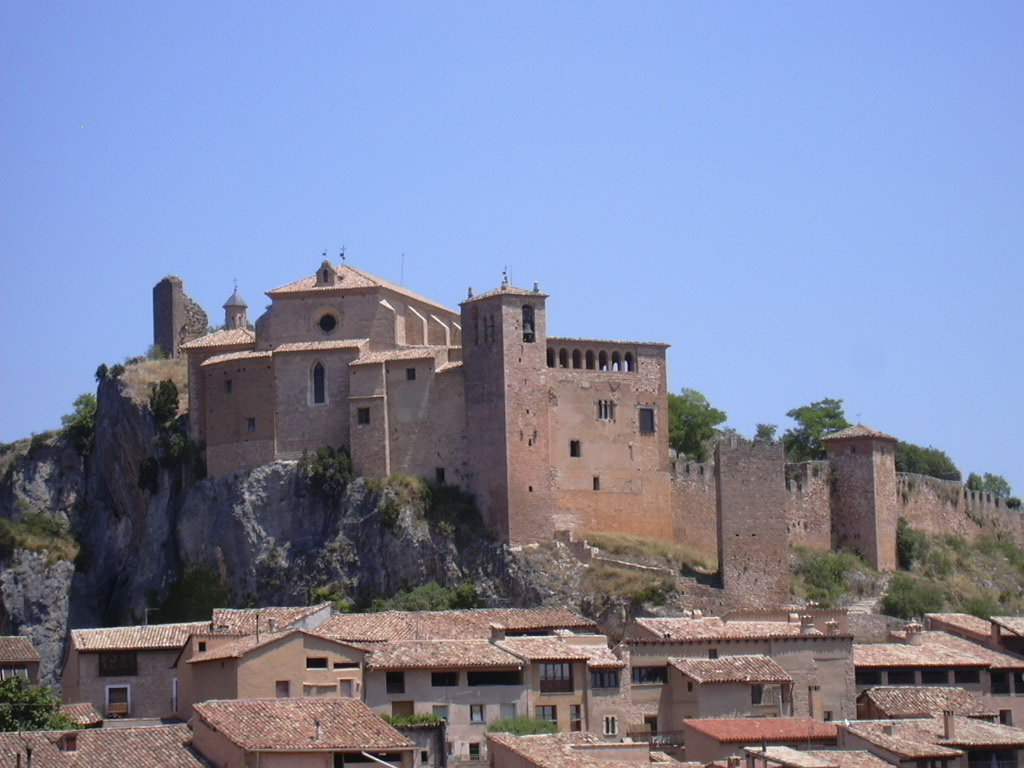
Colegiata de Santa María la Mayor (Alquézar)
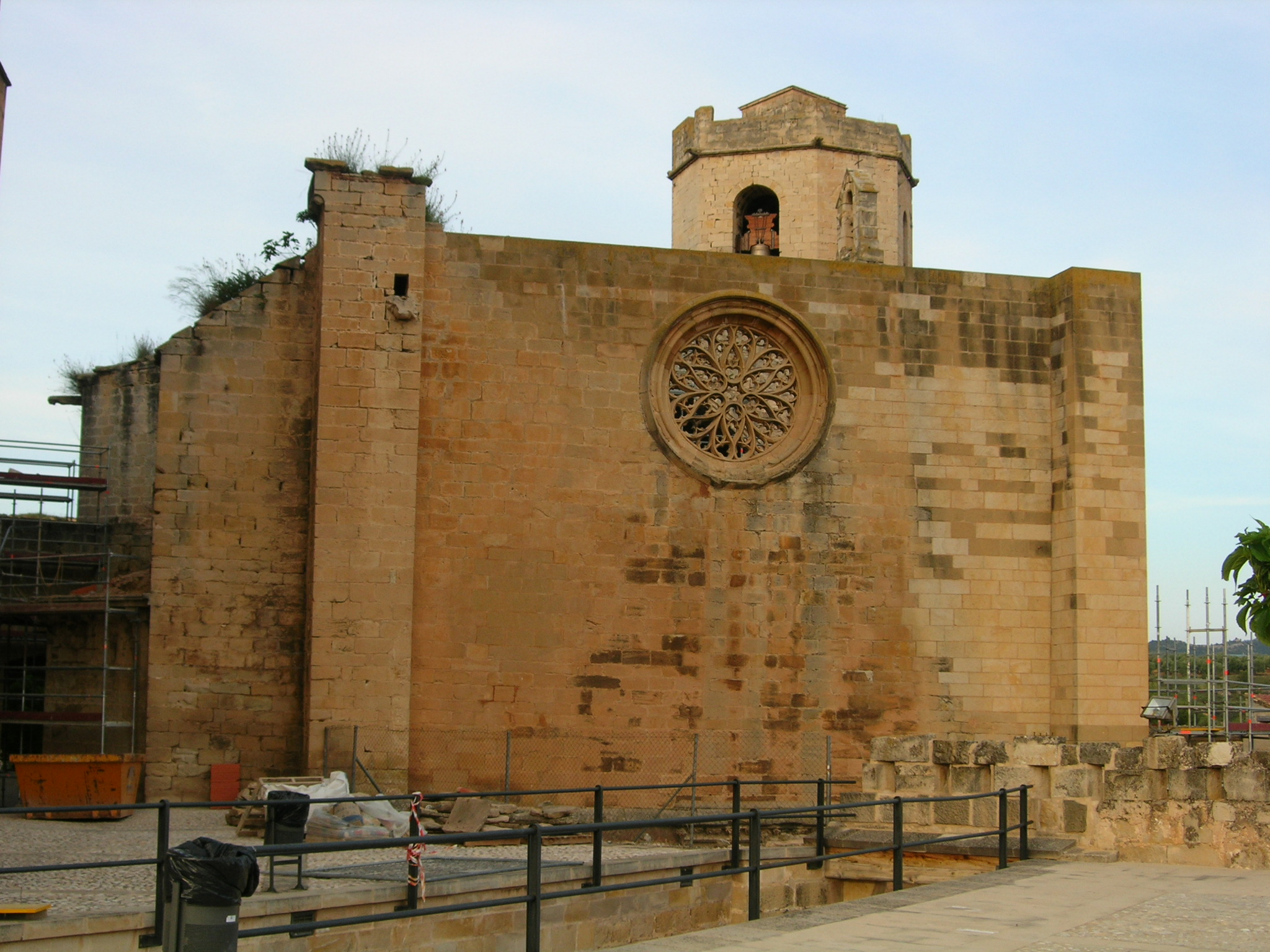
Iglesia de Santa María la Mayor (Valderrobres)

## Alemania
Hay varias iglesias fortificadas que se han conservado, sobre todo en los estados alemanes de Baden-Wurtemberg, Baviera y Hesse. Ejemplos de ello son las iglesias de Kleinbreitenbach en Plaue, Kößlarn, Grafengehaig, Großrückerswalde, Mittelsaida, Büchenbach/Erlangen, Kriegenbrunn/Erlangen, Morsbach/Künzelsau, Espendfeld/Arnstadt, Finkenbach-Gersweiler, San Wolfgang en Rothenburg y la iglesia fortificada de Wenkbach.

Iglesias fortificadas de Alemania
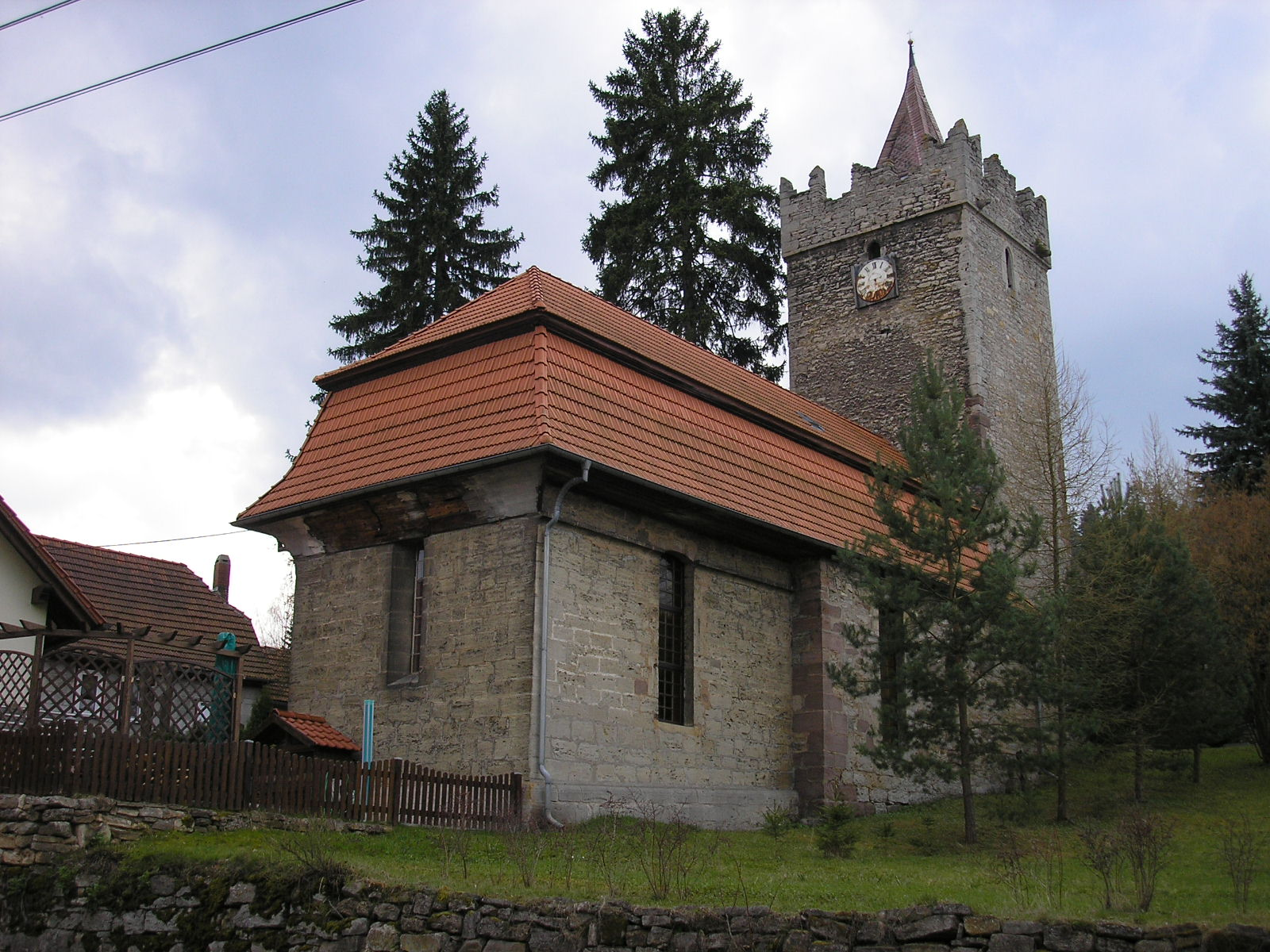
Iglesia de Kleinbreitenbach
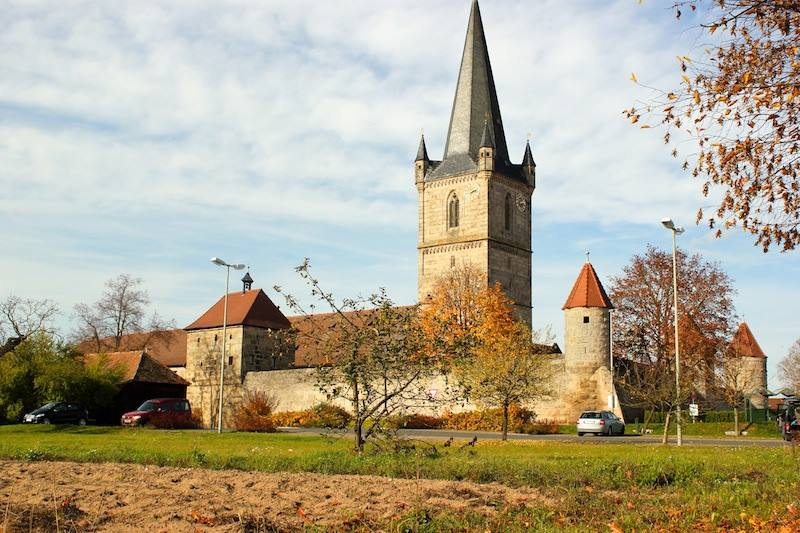
Iglesia de Hannberg, Baviera
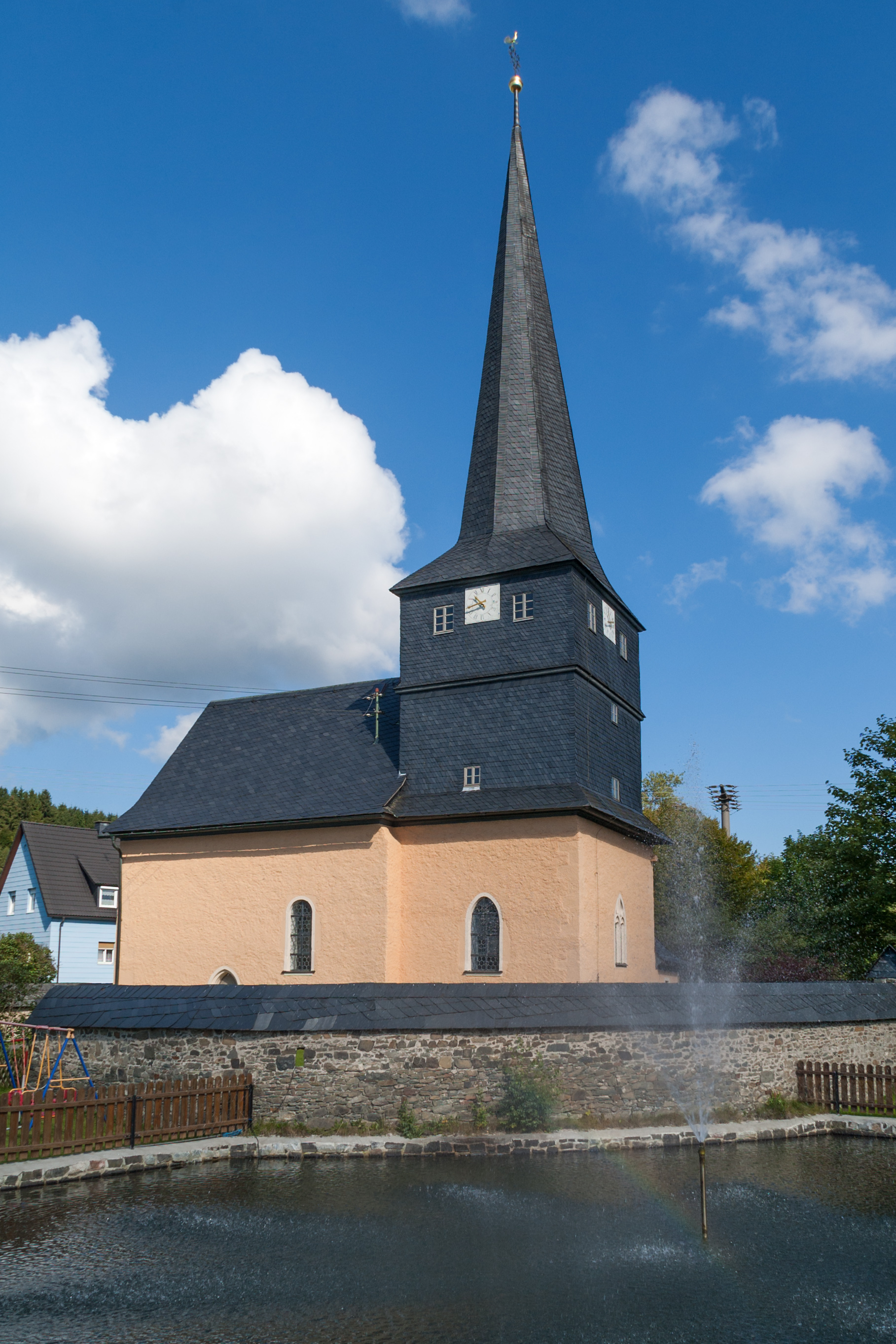
Iglesia de St. Johannes Baptista en Steinbach am Wald
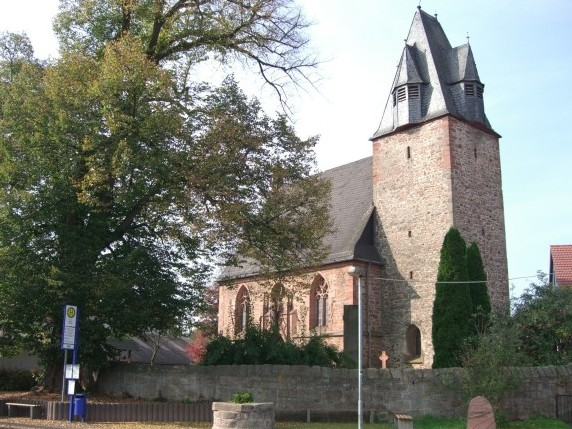
Iglesia de Wenkbach
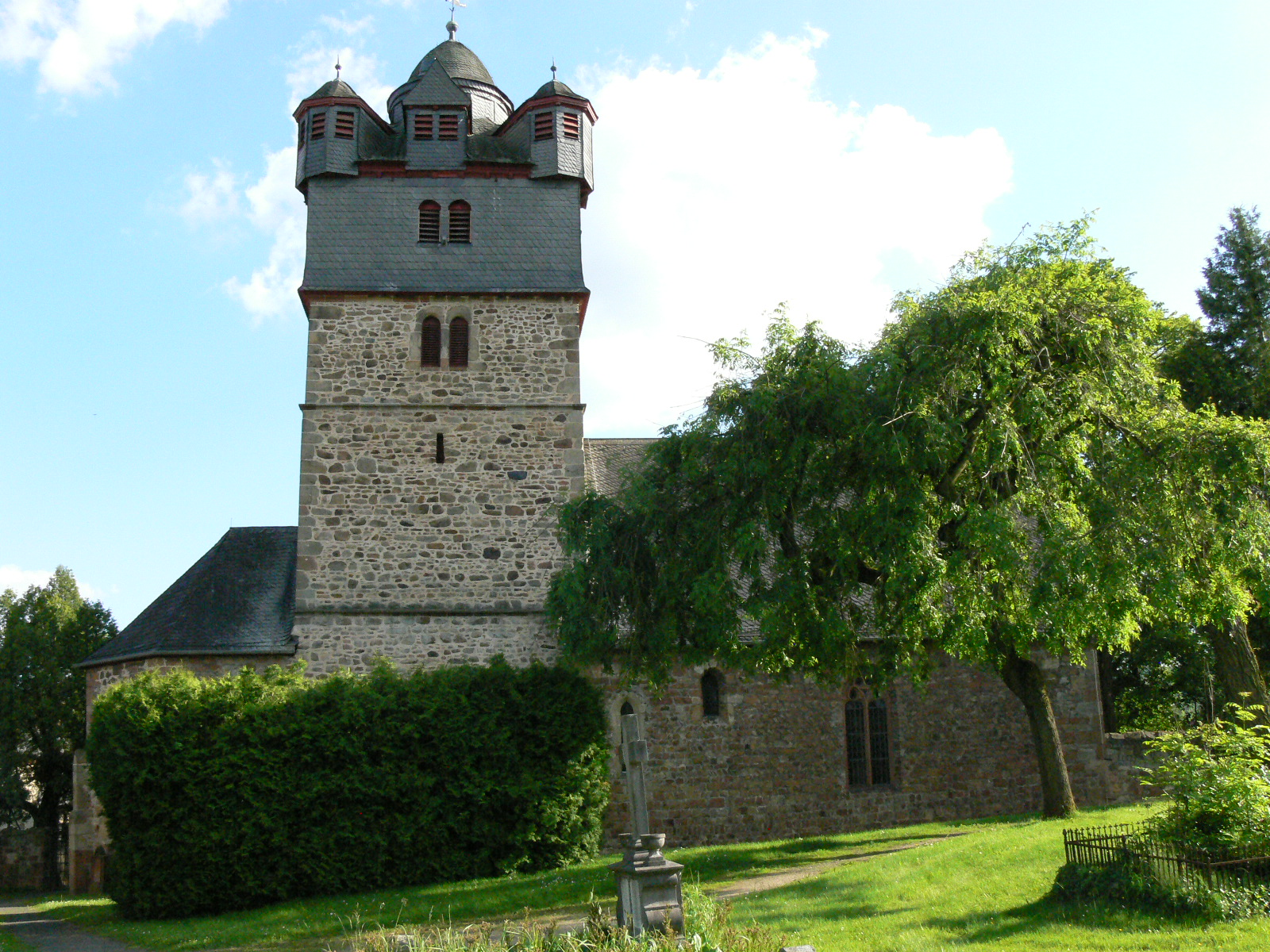
Iglesia evangelista de Fronhausen, Hessen

## Bielorrusia
Aunque un gran número de iglesias fortificadas con variedad de estilos existían en las tierras de Bielorrusia, sólo unos pocas han sobrevivido hasta la actualidad. Las más famosa son las iglesias cristianas ortodoxas en Muravanka y Synkovichi, así como iglesias fortificadas católica en Kamai y Ishkold. Además de las iglesias cristianas de Bielorrusia también se encuentran las ruinas de varias sinagogas fortificadas, de los cuales la Sinagoga Principal en Bykhaw es la más notable.

## Francia
En Francia aún se conservan muchas iglesias fortificadas, con cerca de 65 iglesias solamente en la región de Thiérache.

Iglesias fortificadas de Francia
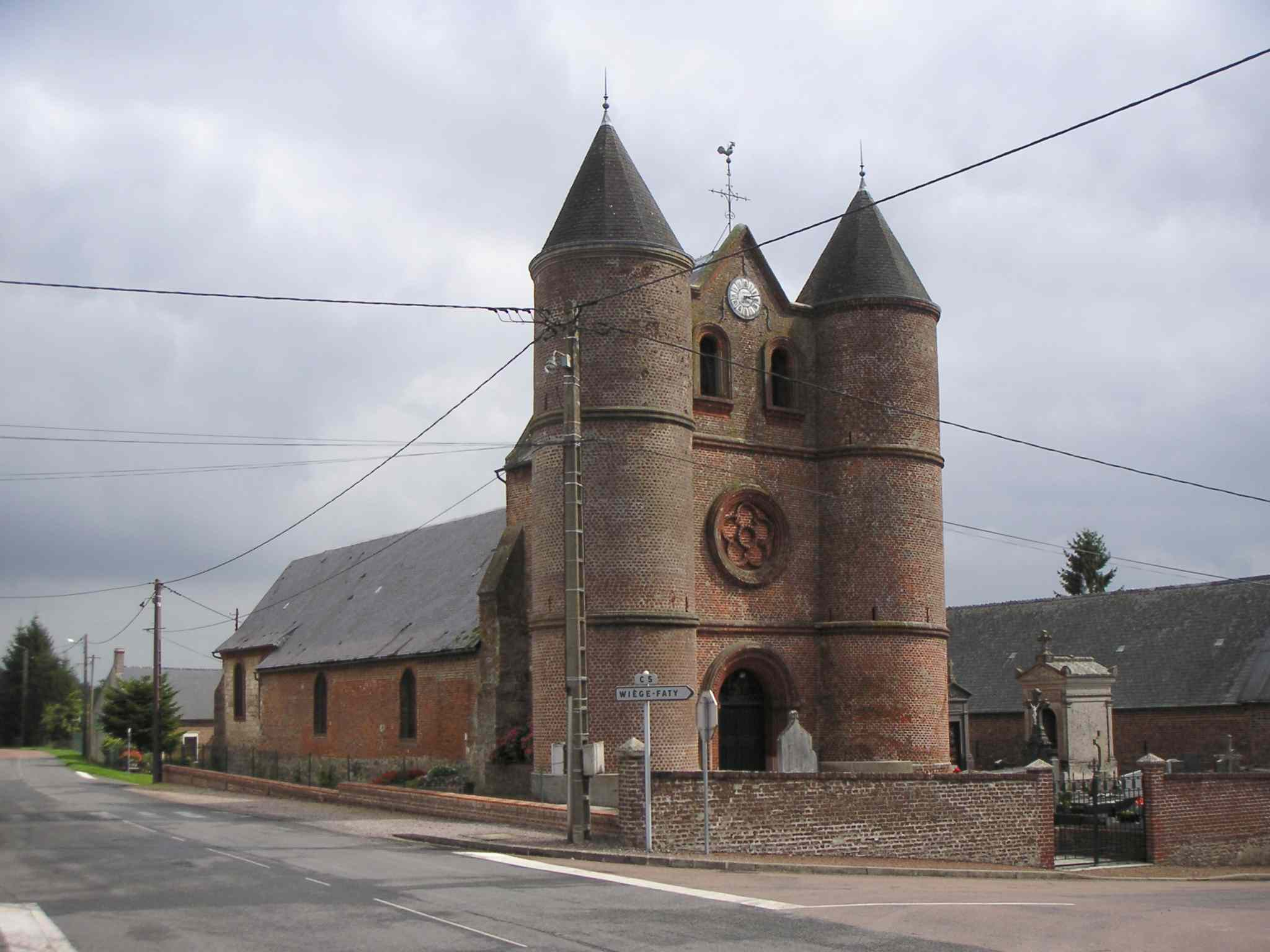
Iglesia de Monceau-sur-oise
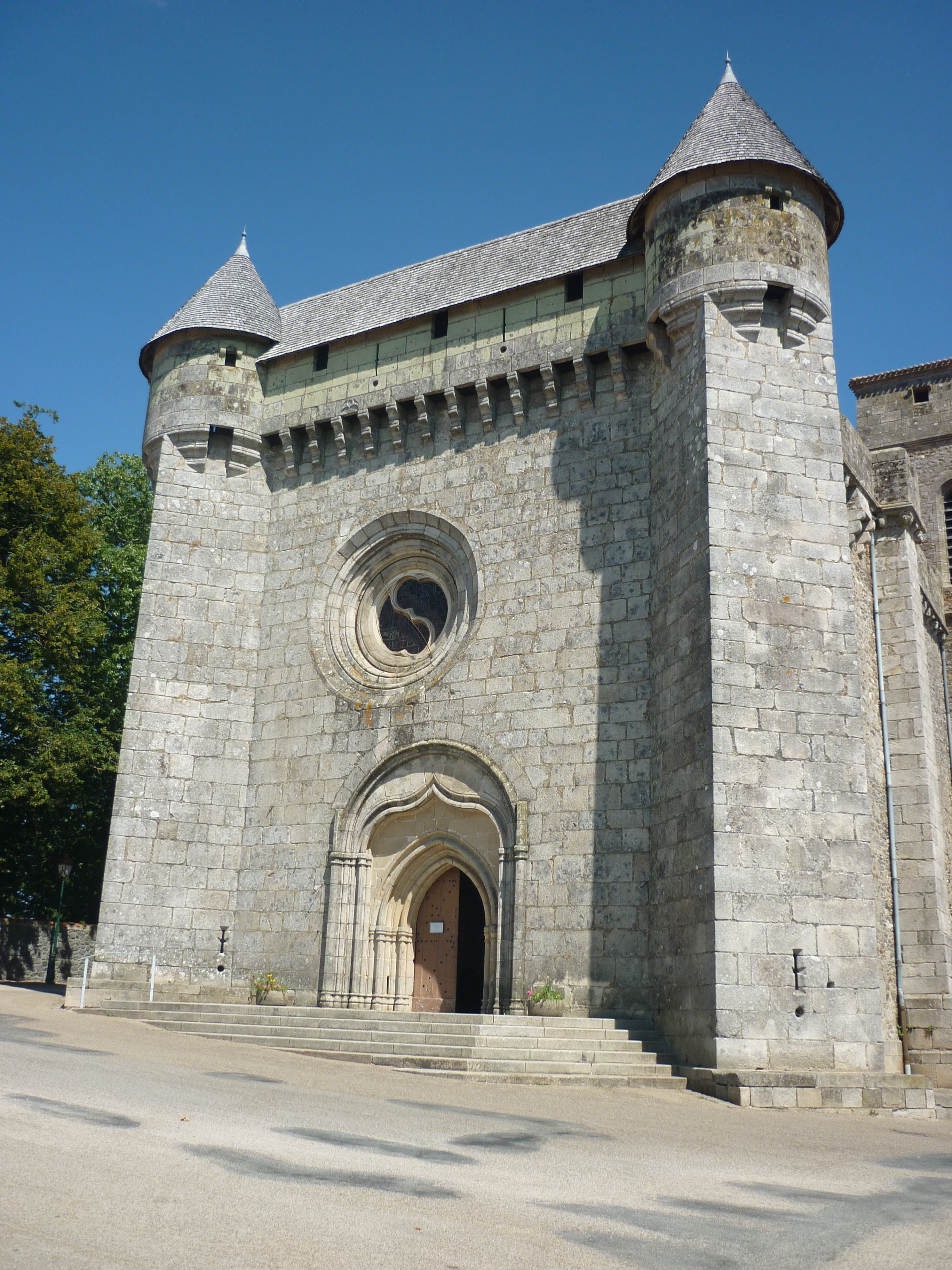
Iglesia de Le Boupère
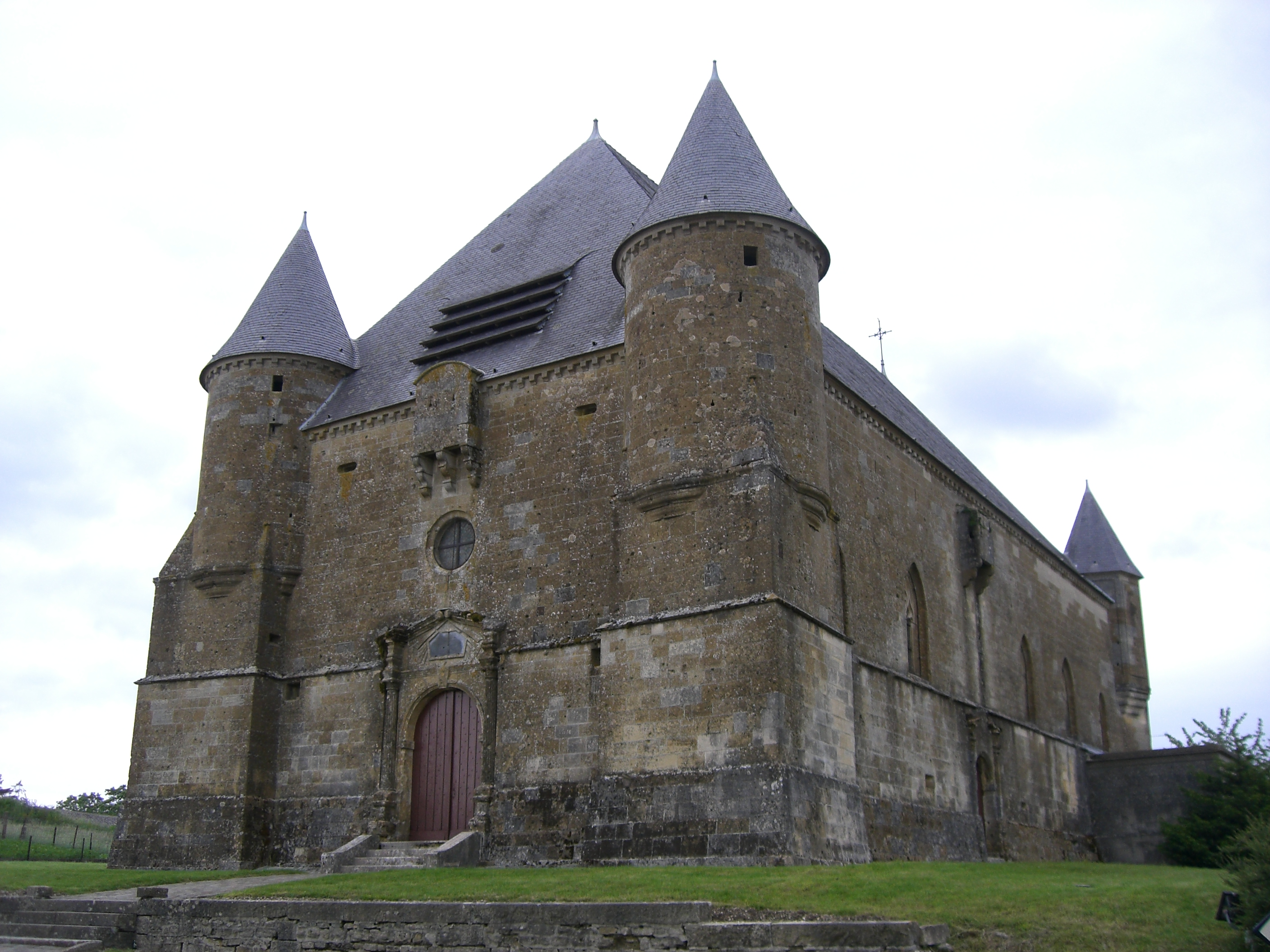
Iglesia de Saint-Juvin
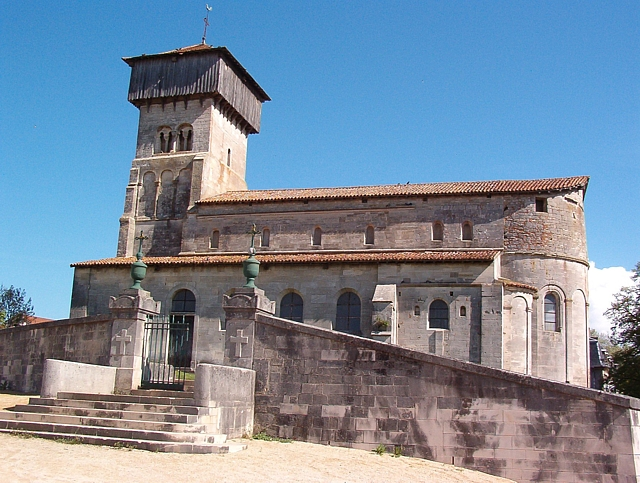
Iglesia de Dugny-sur-Meuse
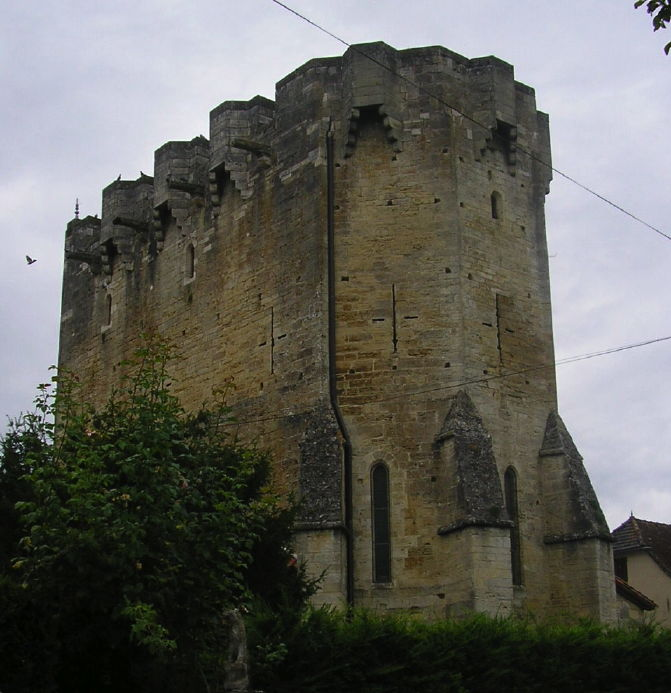
Iglesia castillo en Rudelle
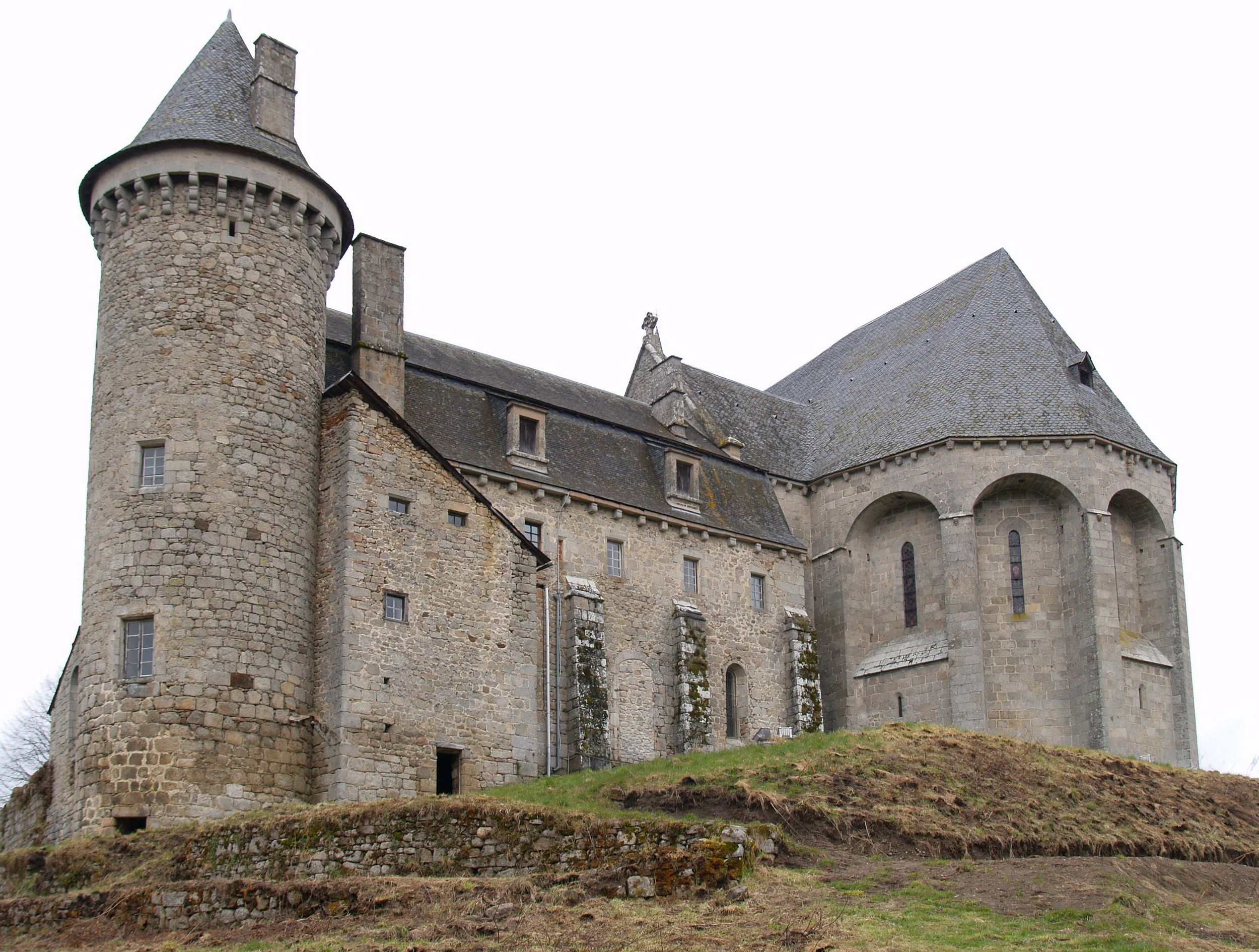
Iglesia fortificada en Saint-Angel

## Polonia
Un raro ejemplo sobreviviente de una iglesia fortaleza utilizada con fines defensivos es la Iglesia de San Andrés, en Cracovia, uno de los edificios románicos más antiguos y mejor conservados de Polonia. Situado en la calle Grodzka, fue construida por un vaivoda medieval entre 1079-1098. San Andrés fue la única iglesia románica en Cracovia que resistió el ataque de los mongoles de 1241. A lo largo de la parte inferior de la sección más amplia de su fachada se encuentran pequeñas aberturas que servían de ventanas defensivas durante el asedio militar.

## Portugal
Varias iglesias, monasterios y catedrales medievales fortificadas sobrevivieron en Portugal. Estos edificios fueron construidos ya sea en estilo románico o gótico. Ejemplos románicos son la Catedral de Lisboa y de la Catedral Vieja de Coímbra. Ejemplos del gótico son la Iglesia de Leca do Balio y la Catedral de Guarda.

Iglesias fortificadas de Portugal
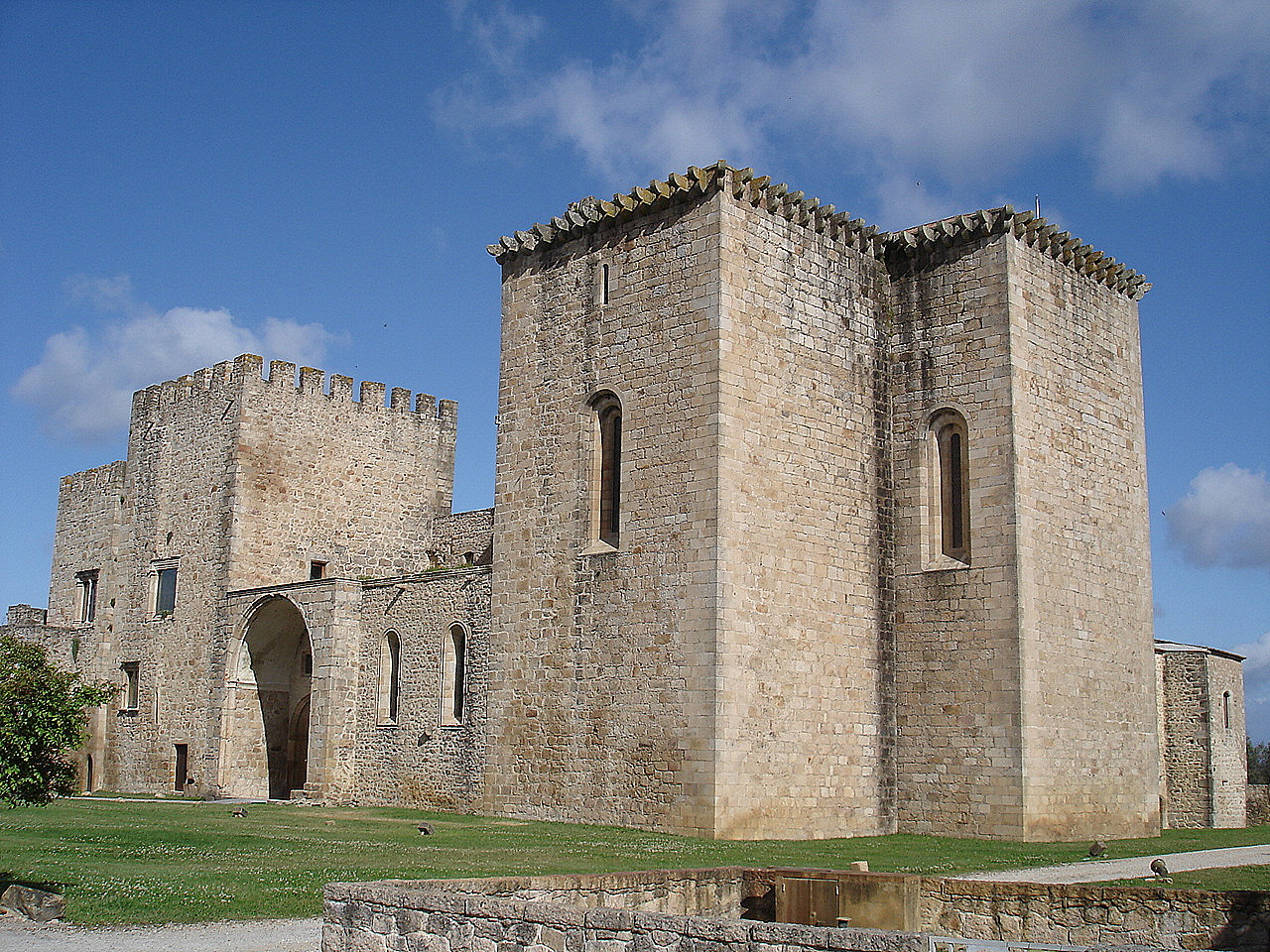
Iglesia de Flor da Rosa
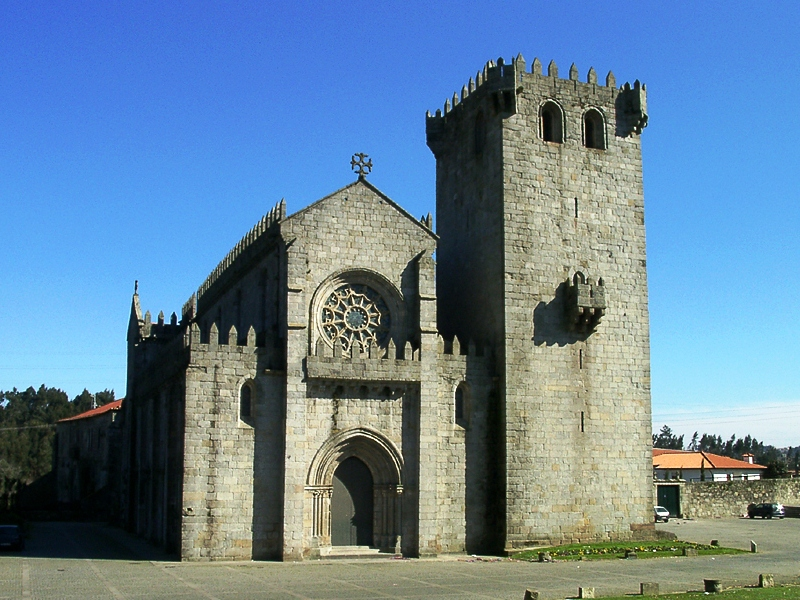
Iglesia fortificada de Leça do Balio
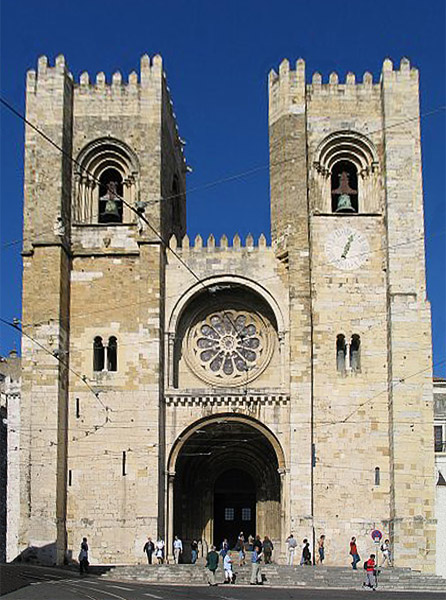
La fortificada Catedral de Lisboa
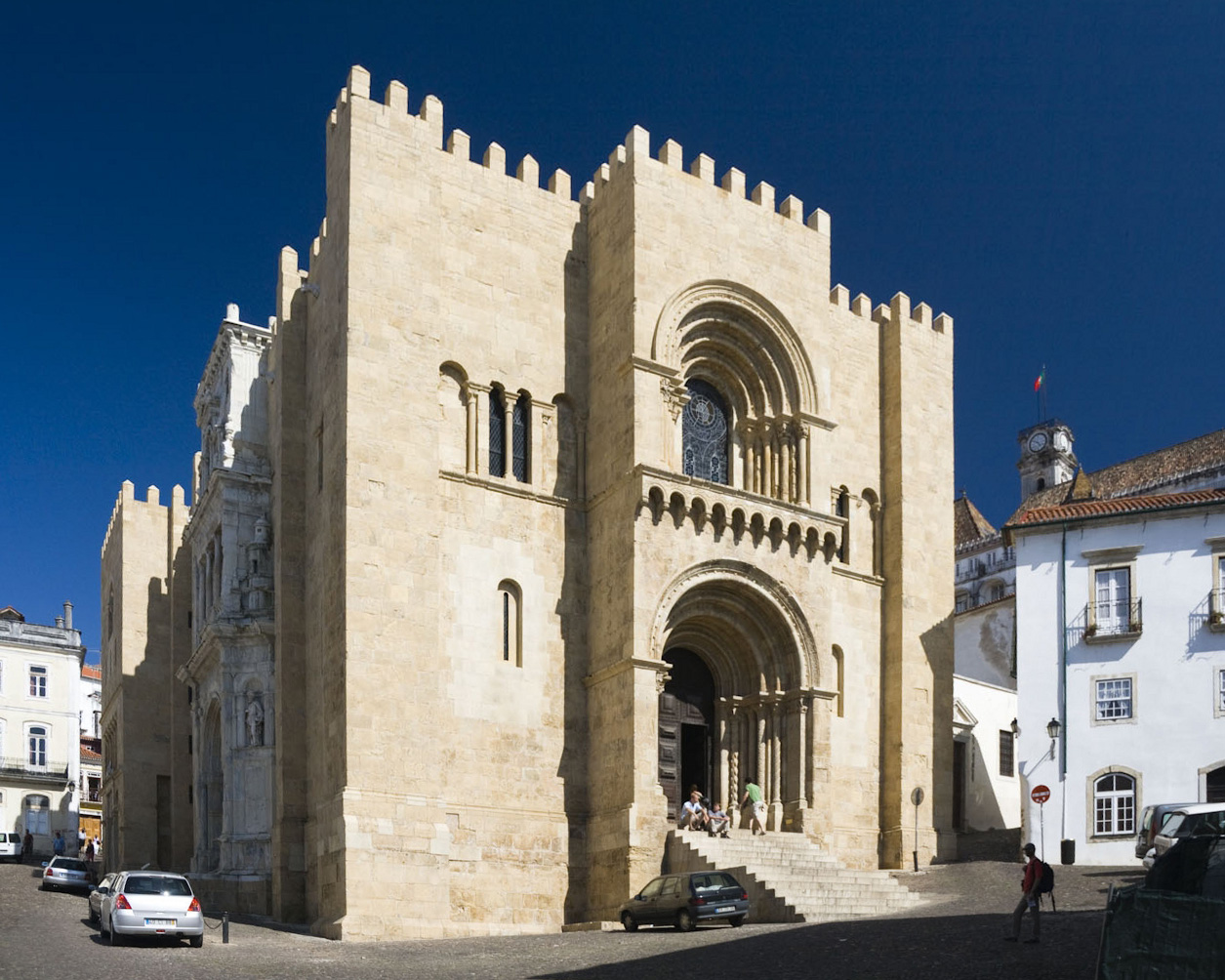
La fortificada catedral Vieja de Coimbra

## Reino Unido

### Frontera anglo-escocesa
Hay iglesias fortificadas medievales cerca de la frontera entre Inglaterra y Escocia, donde la defensa fue una consideración importante hasta el siglo XVII, cuando los dos estados se unieron en unión personal. La Iglesia de Todos los Santos, Boltongate, Cumbria, es un ejemplo. También en Cumbria, la Iglesia de San Miguel, Burgh by Sands, tiene una torre defensiva, y originalmente tenía dos.

### Frontera entre Inglaterra y Gales
Diversas torres defensivas también se encuentran en la frontera entre Inglaterra y Gales, por ejemplo, en la Iglesia de San Miguel, Garway.

## Rumanía
La región sureste de Transilvania, en Rumanía, tiene una de las cifras más altas de iglesias fortificadas existentes de los siglos XIII al siglo XVI. Más de 150 pueblos de la zona cuentan con diversos tipos de iglesias fortificadas, siete de ellos están incluidos en el Patrimonio Mundial de la UNESCO bajo el nombre de Aldeas con iglesias fortificadas de Transilvania.

Iglesias fortificadas de Rumanía
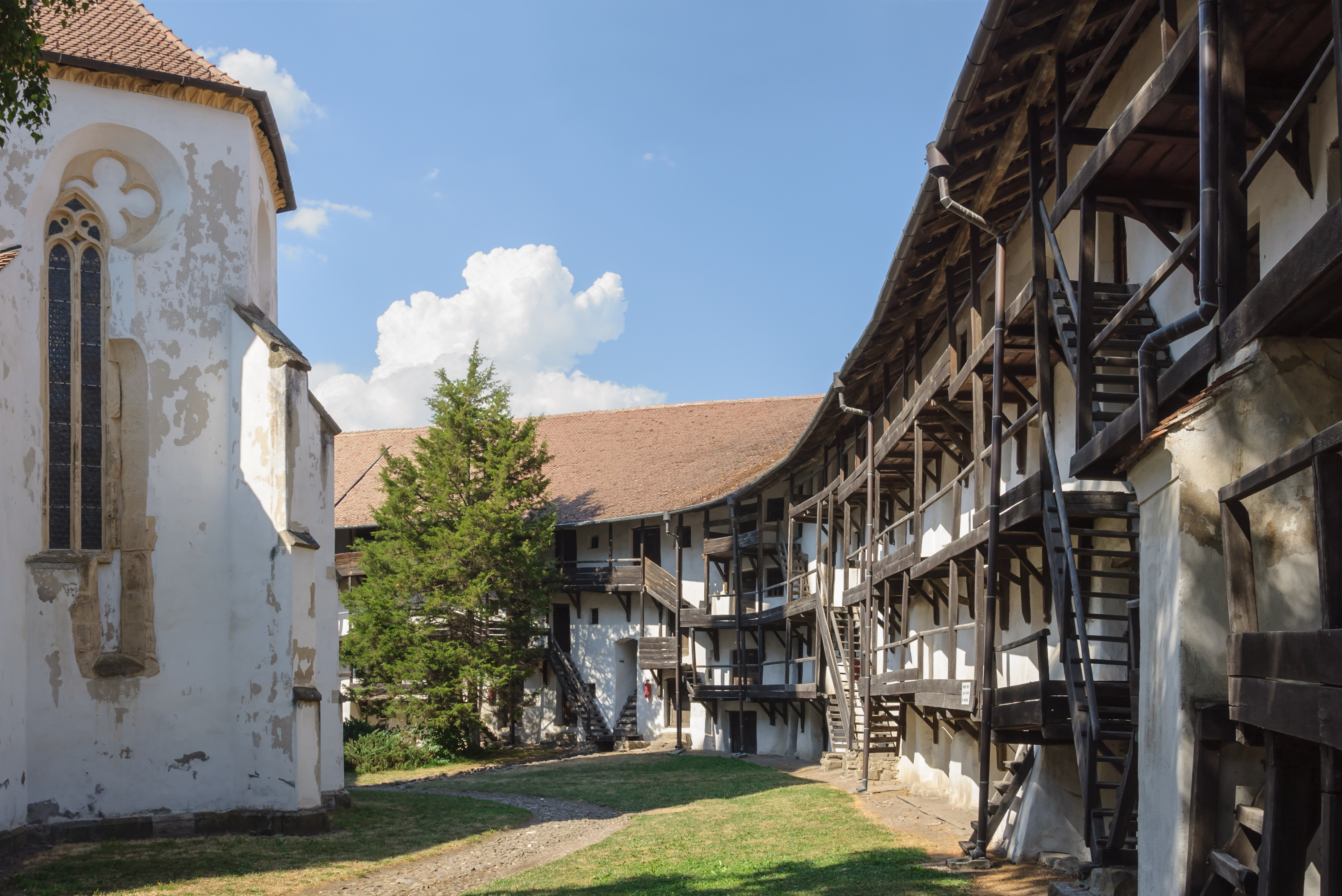
Patio de la iglesia fortificada de Prejmer, Rumanía
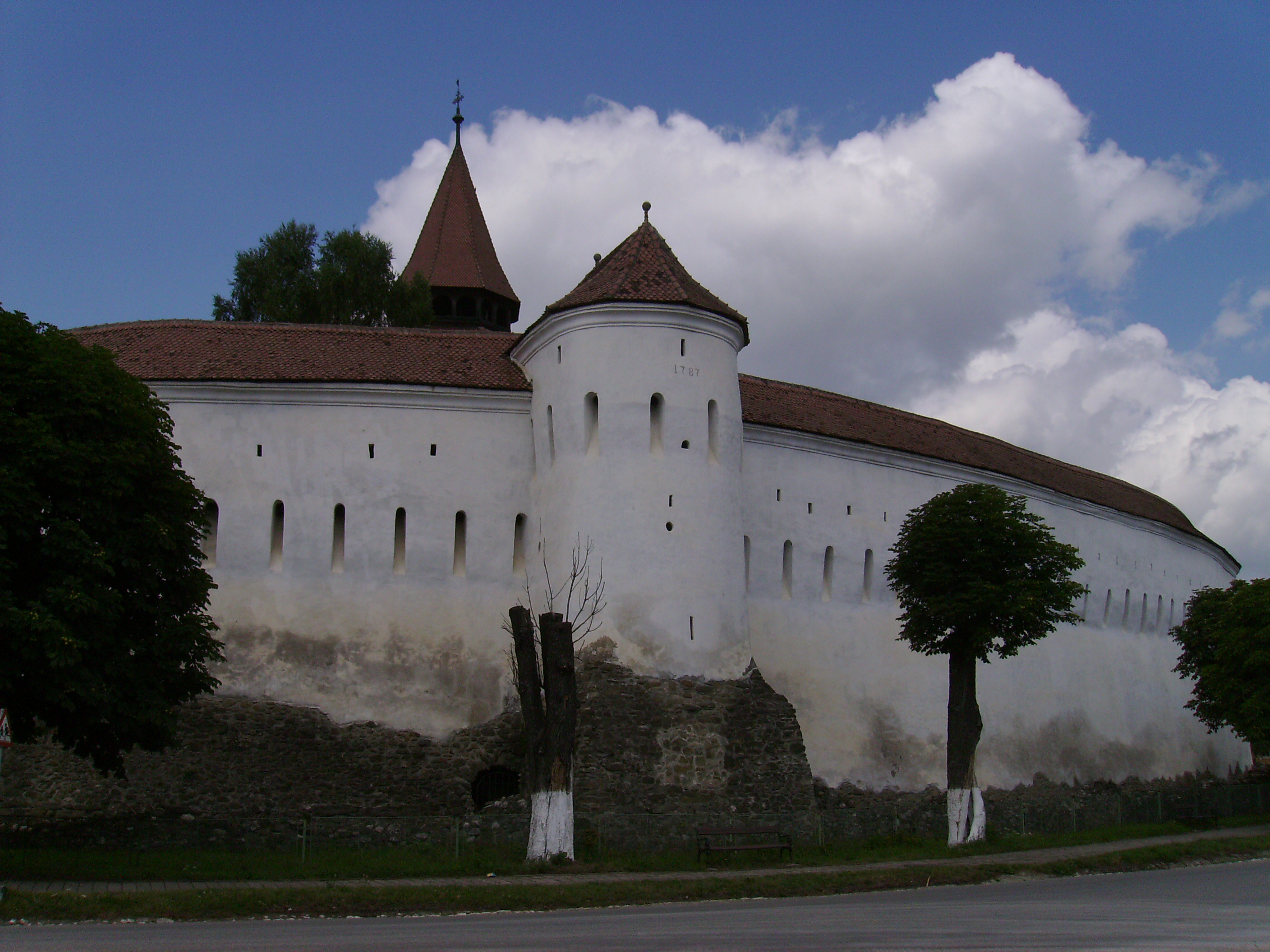
Iglesia fortificada de Prejmer, Transilvania.
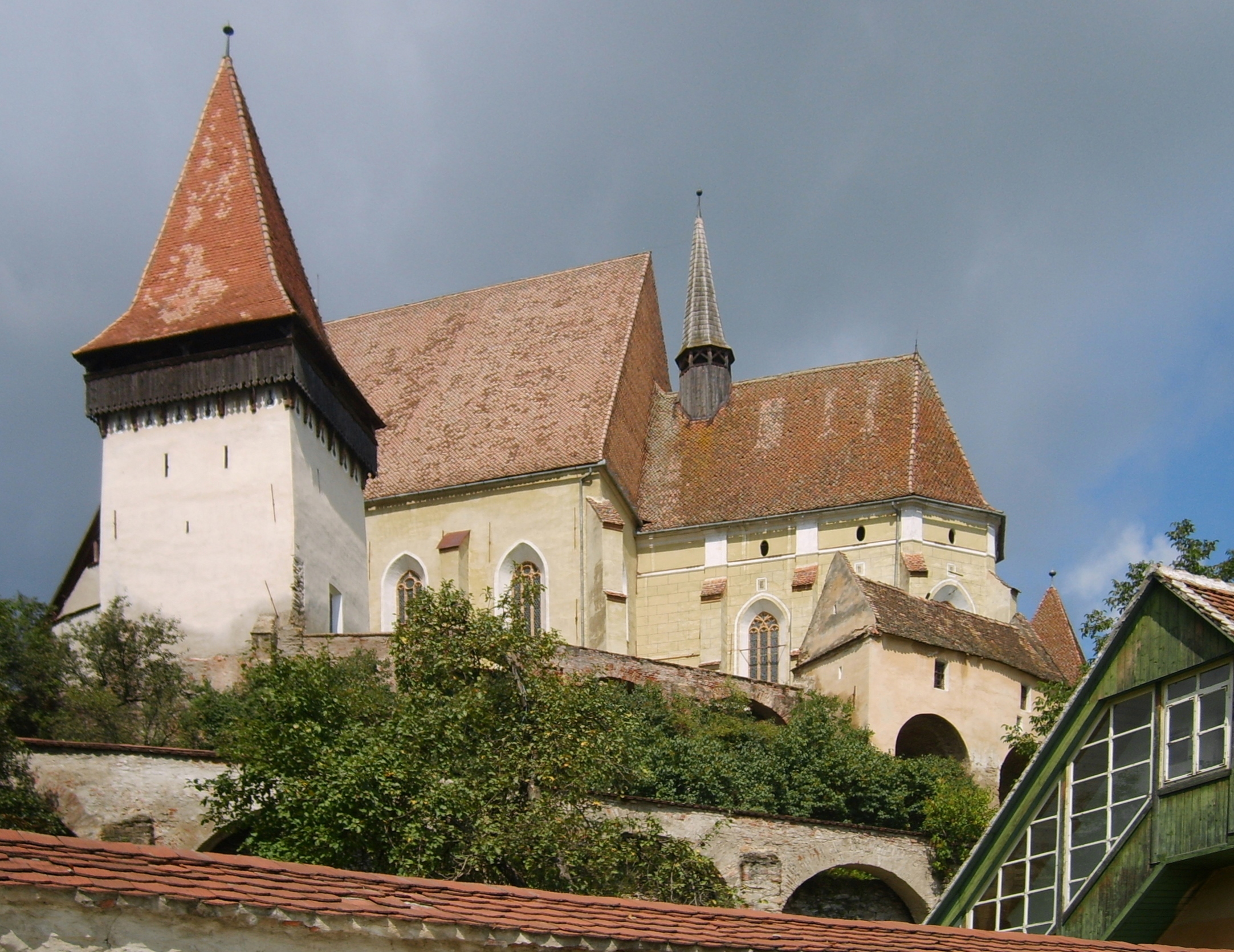
Iglesia fortificada de Biertan, Transilvania.
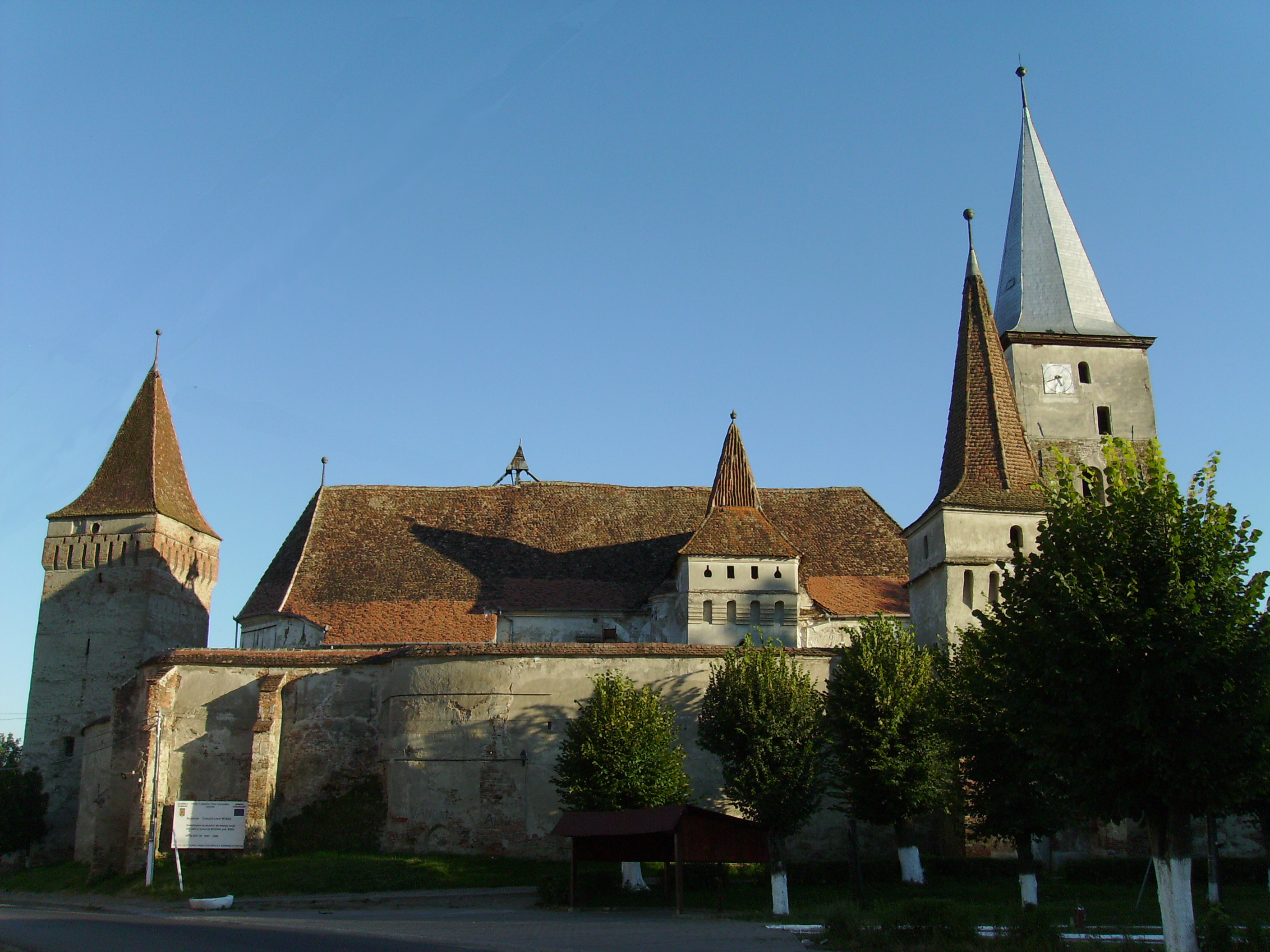
Iglesia fortificada de Moşna, Transilvania.
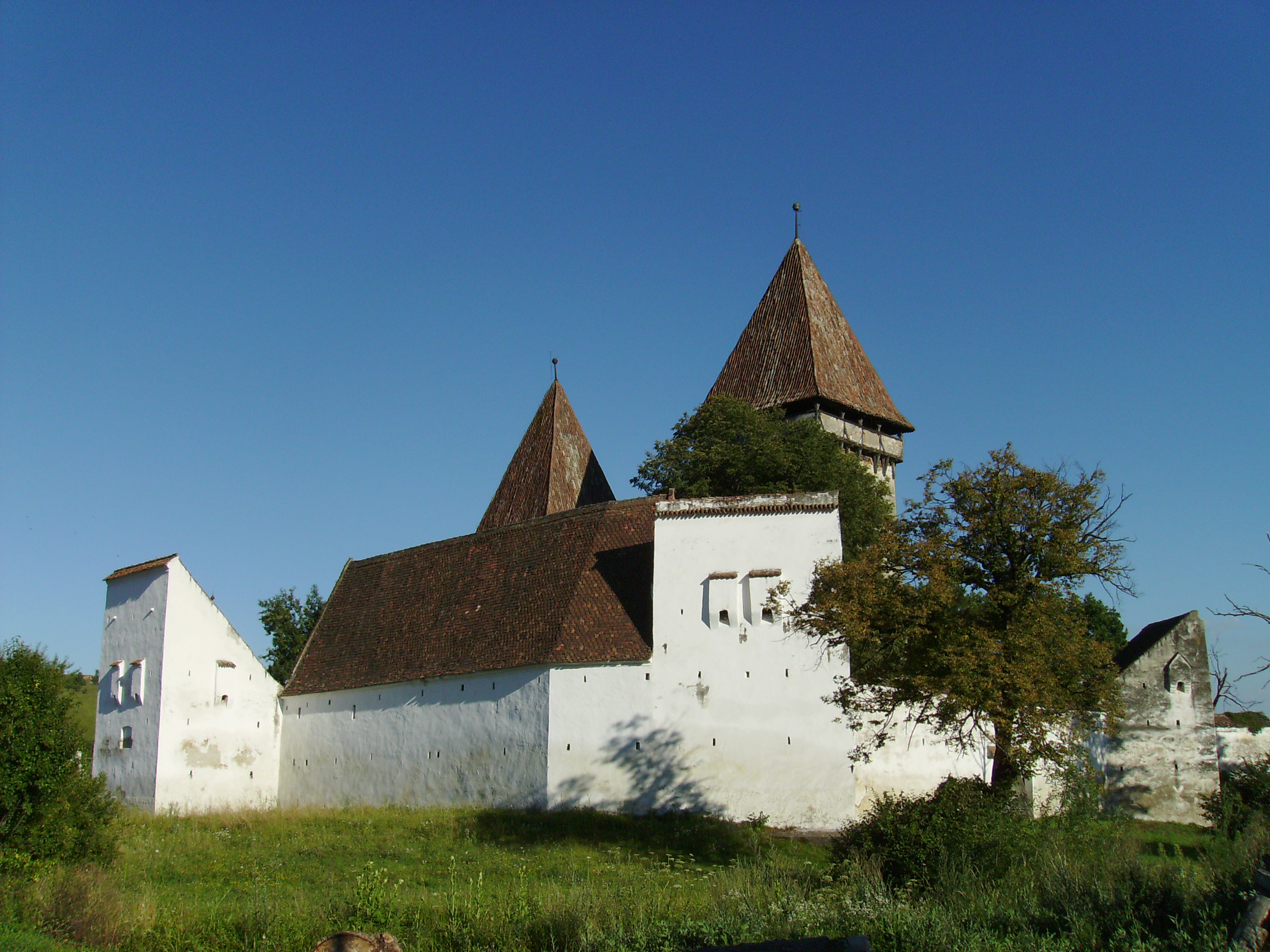
Iglesia fortificada de Dealu Frumos, Transilvania.

## Ejemplos destacados

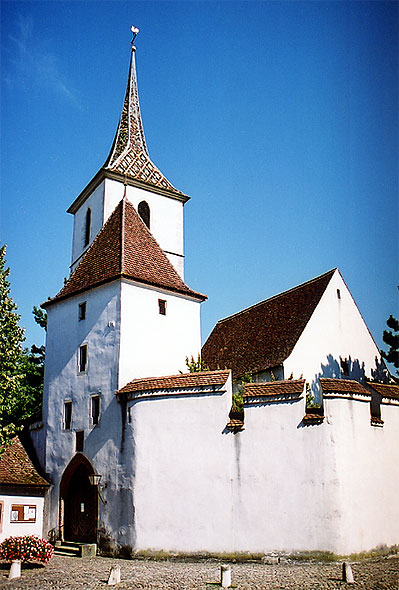
Iglesia fortificada en Muttenz, Suiza.
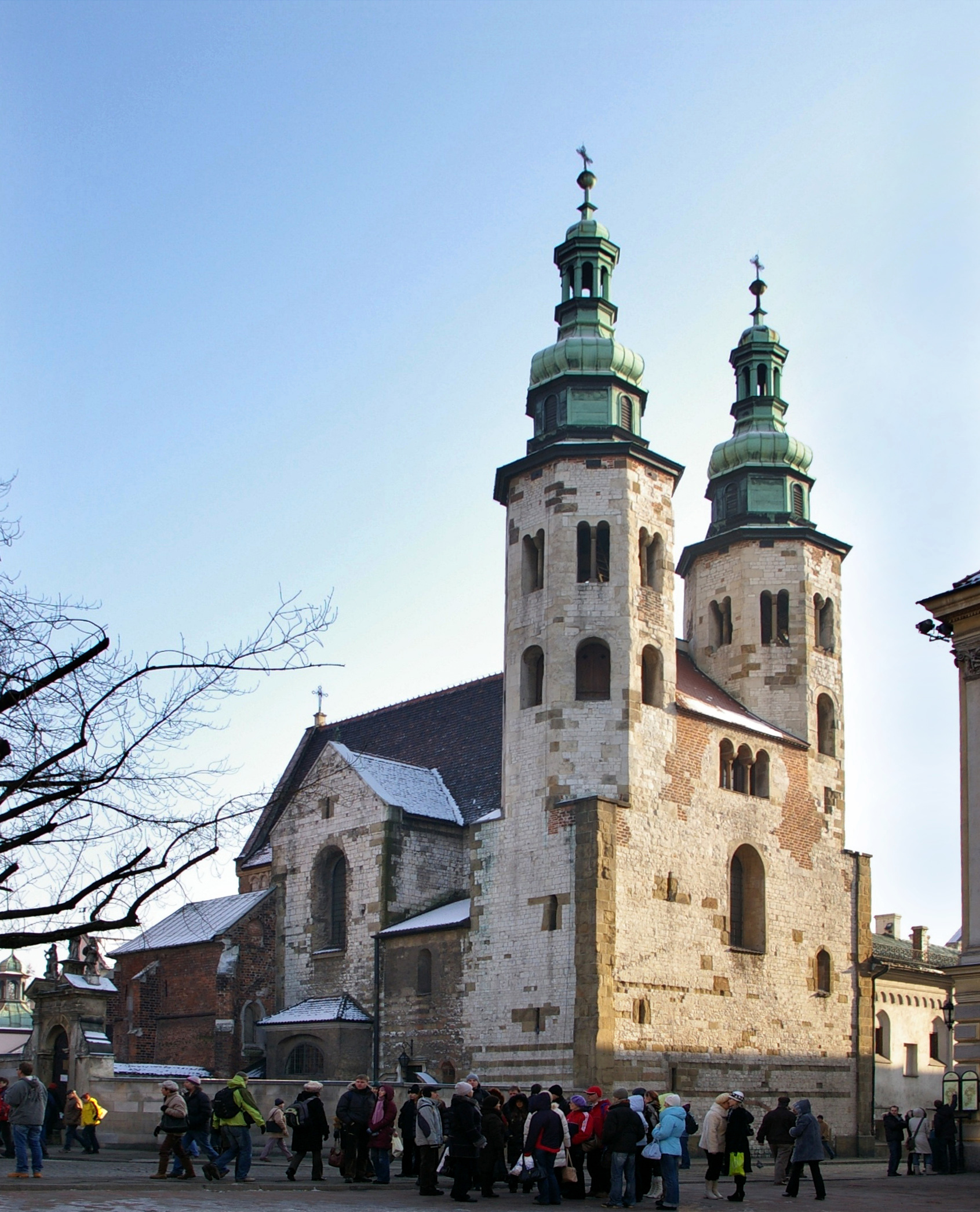
Iglesia de San Andrés, Cracovia, Polonia.
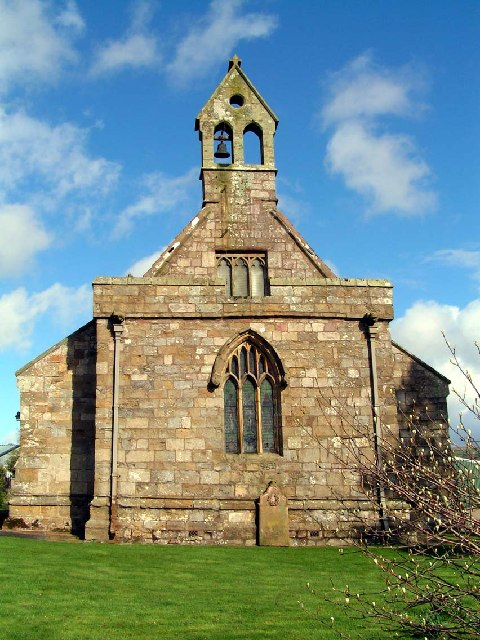
Iglesia de Todos los Santos, Cumbria, Inglaterra.
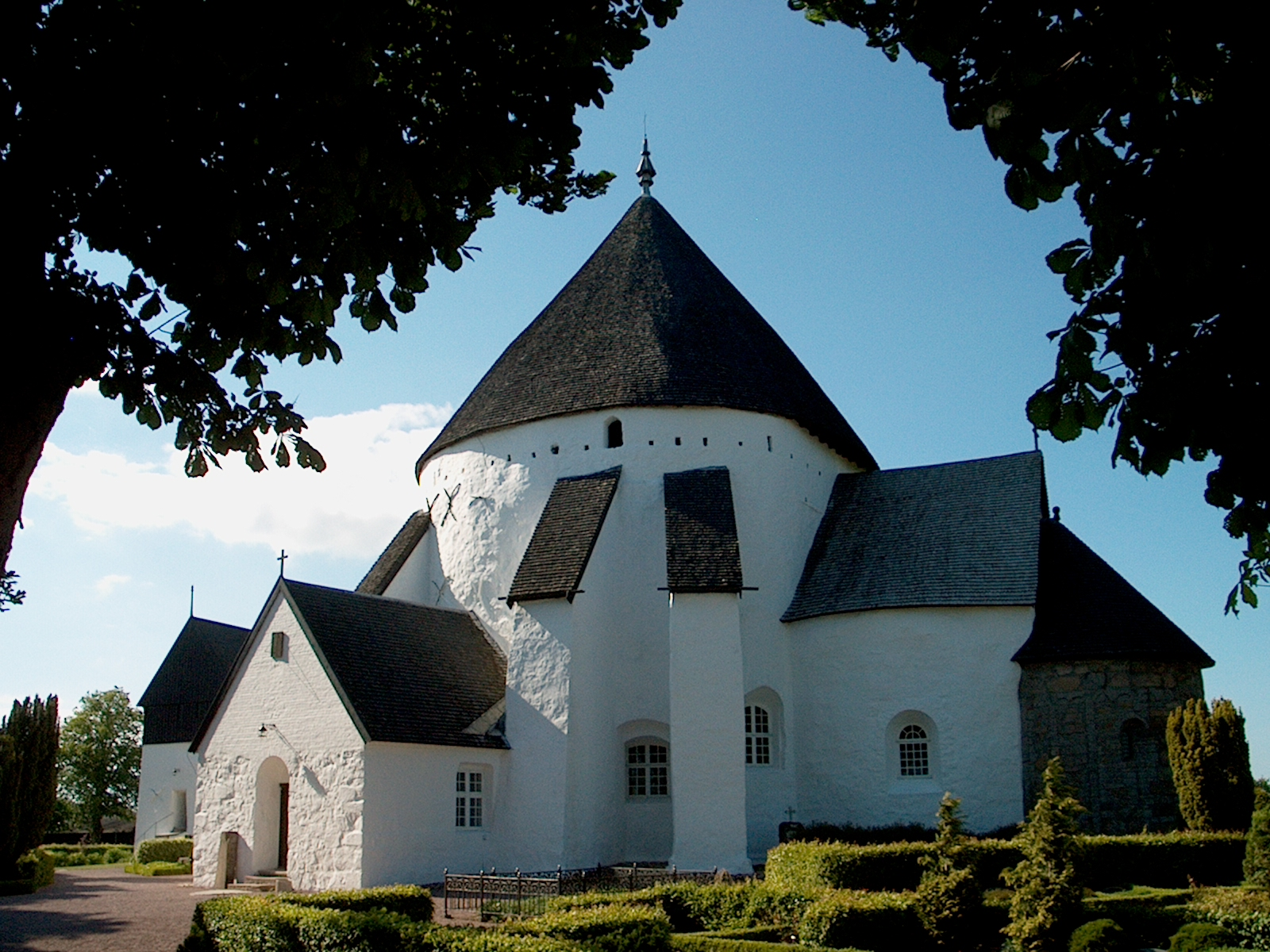
Iglesia de Østerlars Bornholm, Dinamarca.
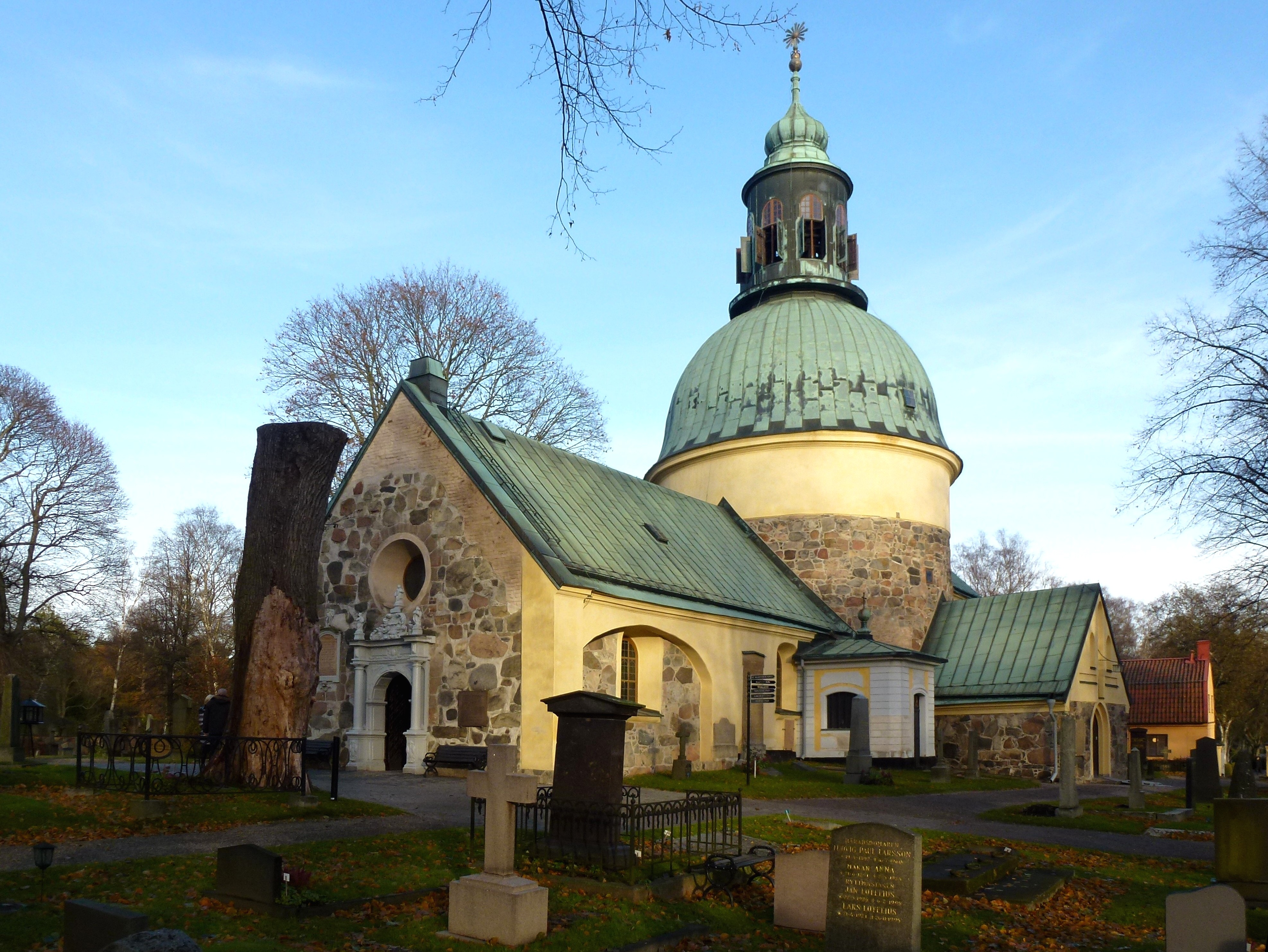
Iglesia de Solna cerca de Estocolmo, Suecia.
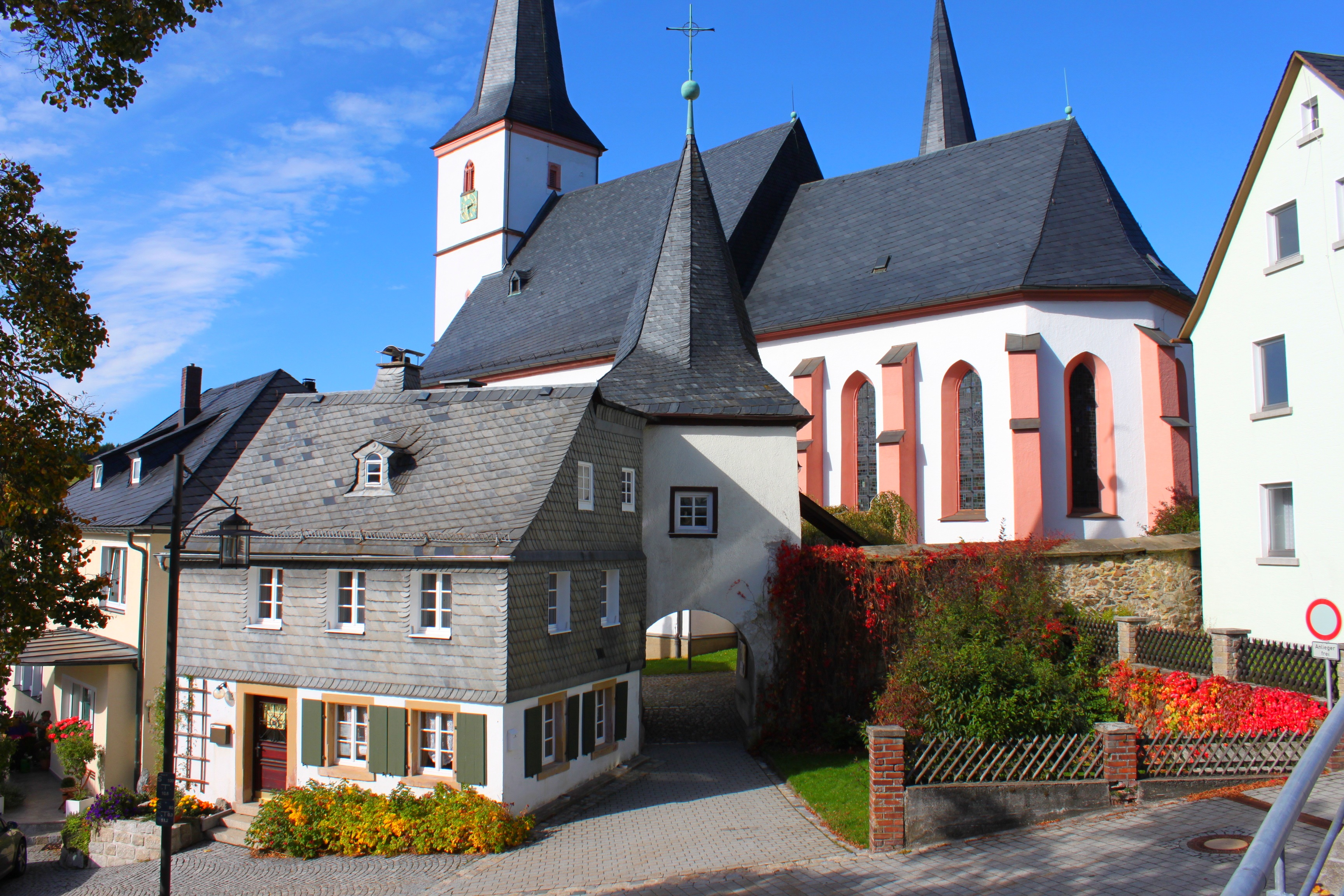
Iglesia fortificada de Grafengehaig, Baviera.
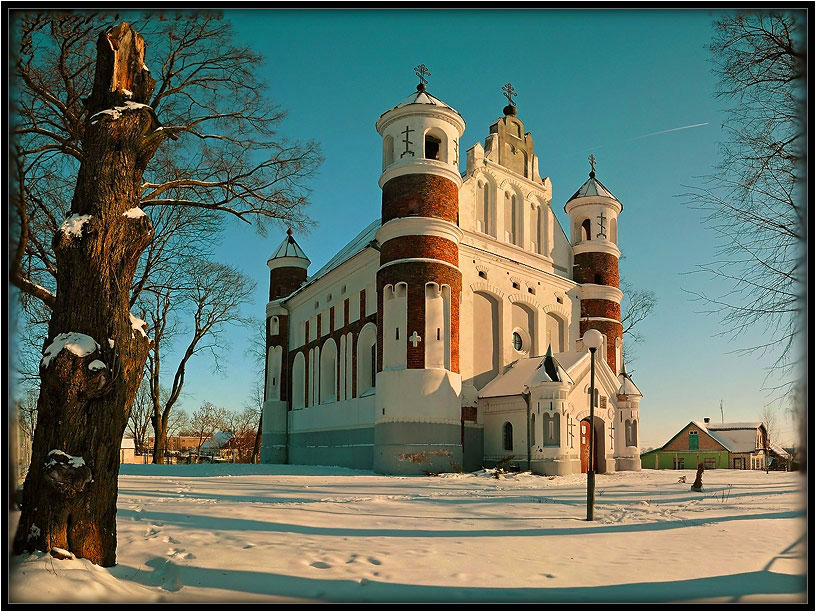
Iglesia fortificada en Muravanka, Bielorrusia.
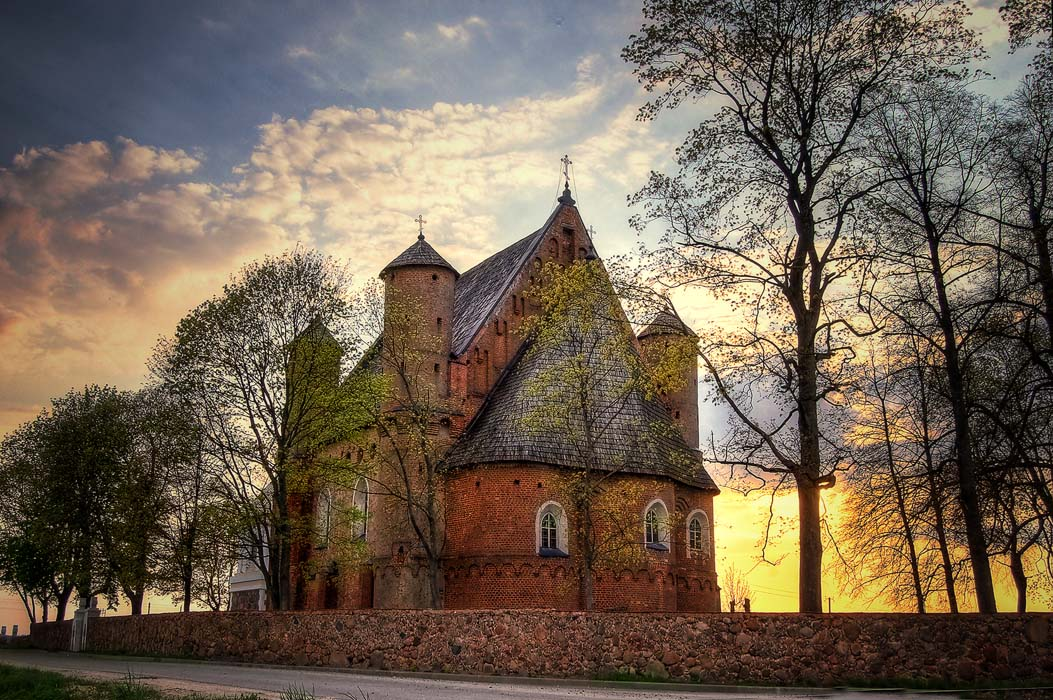
Iglesia fortificada de Synkovichi, Bielorrusia.